# Chiến tranh Nga-Ba Lan (1919-1921)
Chiến tranh Nga–Ba Lan diễn ra giữa nước Nga Xô viết và Đệ Nhị Cộng hòa Ba Lan do xung đột sắc tộc cũng như thái độ chống cộng của Ba Lan từ 1919 đến 1921 trên vùng lãnh thổ mà ngày nay là Ba Lan, Belarus, Latvia, Litva và Ukraina. Chiến tranh bùng nổ sau khi quân Ba Lan vượt biên giới, tấn công quân Nga tại Trận Bereza Kartuska để đánh chiếm các lãnh thổ phía Tây nước Nga (nay là Belarus, Ukraina), khi đó đang rối loạn vì nội chiến.

## Nguyên nhân chiến tranh
Khi Thế chiến thứ nhất kết thúc (1918), Đế quốc Đức sụp đổ và Ba Lan được công nhận là nước độc lập. Trong khi Hội nghị Hòa bình Paris năm 1919, quốc tế đã ban hành một đường biên giới tạm thời giữa Ba Lan và Nga vào tháng 12 năm 1919 (đường Curzon) như một nỗ lực nhằm xác định các vùng lãnh thổ có "đa số dân tộc Ba Lan không thể chối cãi". Theo đường Curzon, các vùng từ Brest trở về phía Đông là của Nga, trở sang phía Tây là của Ba Lan.
Với sự sụp đổ của Đế chế Nga và Đức trong Thế chiến thứ nhất, hầu như tất cả các nước nhỏ ở Đông Âu đã phát động chiến tranh để tranh giành nhau lãnh thổ: Romania đánh nhau với Hungary để giành Transylvania, Nam Tư đánh nhau với Ý để giành Rijeka, Ba Lan đánh nhau với Tiệp Khắc để giành Cieszyn Silesia, đánh với Đức để chiếm Poznań và Đông Galicia.
Không chỉ đánh nhau với Tiệp Khắc và Đức để bành trướng lãnh thổ, Ba Lan còn muốn đánh nhau với nước Nga. Chính phủ Ba Lan không thỏa mãn với đường biên giới Curzon mà muốn muốn tái lập lãnh thổ mà Đế chế Ba Lan thời cực thịnh từng có năm 1772, khi đó Ba Lan có lãnh thổ rộng lớn nhất nhờ việc đánh chiếm và đô hộ các vùng đất của người Belarus và Ukraina trong suốt thế kỷ 16. Được sự hậu thuẫn của Anh, Pháp, Hoa Kỳ (về sau có cả Đức) trong mục đích tiêu diệt nước Nga Xô viết, chính quyền Ba Lan сho rằng thời gian lộn xộn do cách mạng ở Nga là cơ hội lý tưởng để đánh chiếm Belarus và Ukraina, từ đó tạo điều kiện để Ba Lan vươn lên thành cường quốc ở châu Âu.

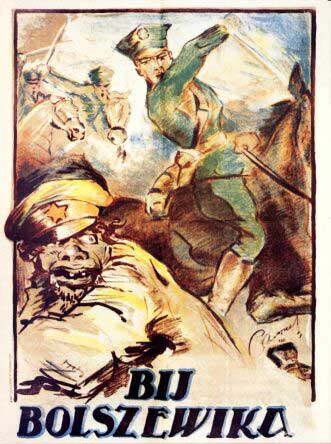
Áp phích tuyên truyền của Ba Lan, dòng chữ có nghĩa là "tấn công đám Bolshevik".

Mặt khác, chính quyền Xô Viết nỗ lực khôi phục lãnh thổ thuộc Đế quốc Nga trước Thế chiến thứ nhất, vốn đã có nhiều phần đất tách ra ly khai do sự hỗn loạn của nội chiến Nga và cuộc tấn công của các nước phương Tây (bao gồm cả quân Ba Lan). Ngoài ra, họ cũng ủng hộ việc thiết lập các nhà nước xã hội chủ nghĩa ở các nước châu Âu. Sau cách mạng tháng 11 ở Đức (1918), Thỏa thuận hòa bình Brest giữa nước Nga Xô Viết với Đế quốc Đức trở nên vô hiệu. Với sự rút lui của quân Đức, Hồng Quân bắt đầu tiến mạnh về phía Tây nhằm thu hồi các lãnh thổ vùng Belarus và Ucraina (bị Đế quốc Đức chiếm trong Thế chiến thứ nhất).
Ngày 17 tháng 12 năm 1918, Hồng quân chiếm Dаugаvpils (Dvinsk) và tiếp tục tiến sâu vào các vùng mà nay là Litva và Belarus. Ngày 1 tháng 1 năm 1919, sau khi quân Đức rút khỏi Vilnius, các tổ chức quân sự Ba Lan địa phương đã chiếm thành phố, nhưng ngày 5 tháng 1, Hồng Quân giành lại Vilnius. Vùng Memel tách ra khỏi Đức và bị Pháp chiếm. Người Litva gởi 1.500 binh lính để chiếm Klаipeda. Quân Litva đánh 200 người Pháp, trận đánh giành thành phố diễn ra trong 5 ngày, kết quả có 12 người Litva, 2 người Pháp và 1 cảnh sát Đức chết, Nga lập tức đưa quân đến biên giới.
Việc Ba Lan muốn chiếm vùng Belarus và Ucraina để bành trướng lãnh thổ khiến đụng độ giữa quân đội Nga và Ba Lan là điều tất yếu phải xảy ra.
Tháng 3 năm 1919, quân Ba Lan tấn công Nga tại Trận Bereza Kartuska và vượt sông Neman, chiến tranh nổ ra.

## Diễn biến

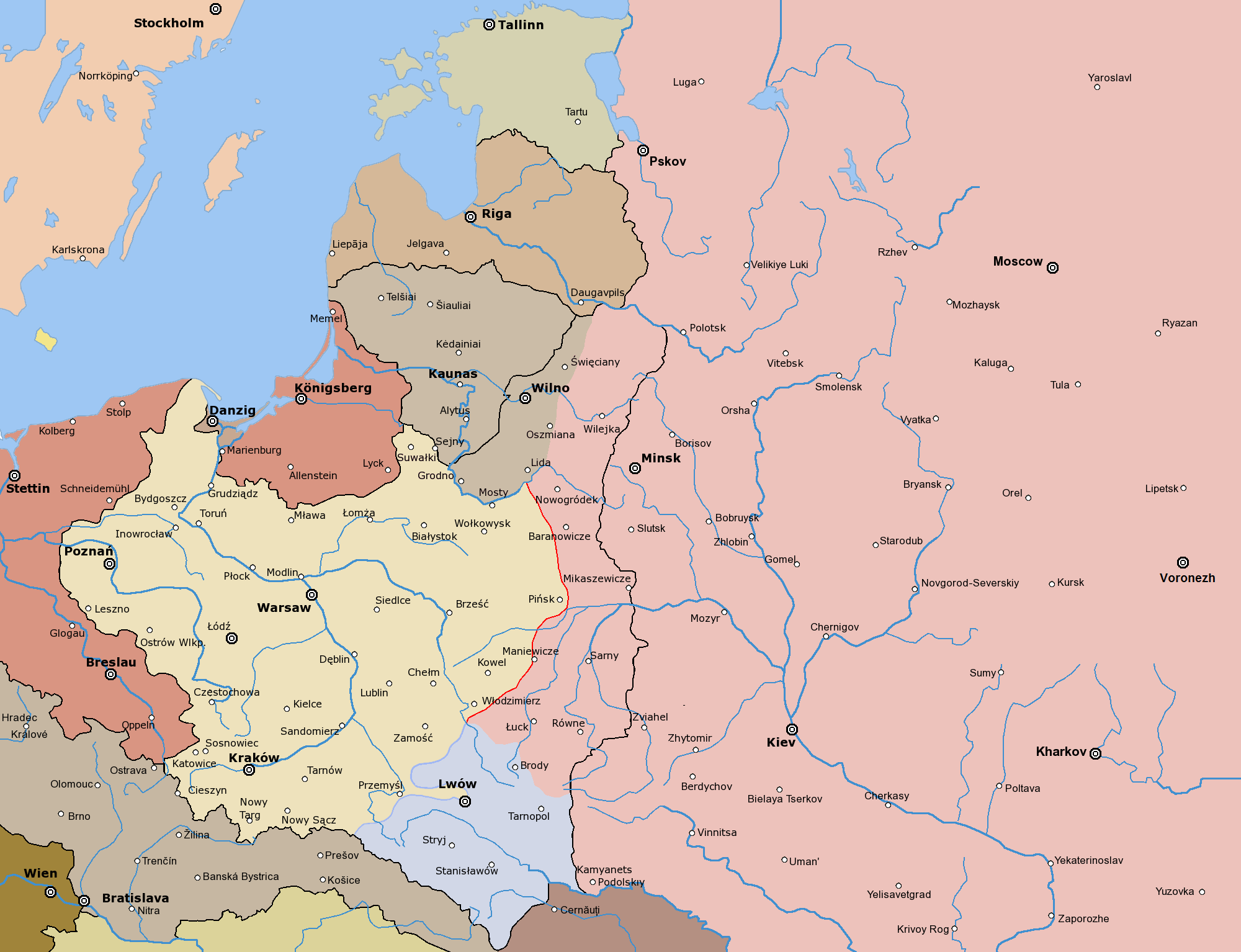
Mặt trận vào tháng 3 năm 1919

### Ba Lan tấn công Nga
- Tháng 3, Trận Bereza Kartuska nổ ra, quân Ba Lan tấn công Nga và vượt sông Neman, bắt đầu xâm chiếm Ucraina và Belarus.
- 4 tháng 4 — Ba Lan chiếm Kovel
- 9 tháng 2 — Ba Lan chiếm Brest.
- Tháng 7, tại Ba Lan có đội quân 70.000 người được thành lập tại Pháp và được tổ chức ở mức đáng kể bởi người Mỹ gốc Ba Lan.
- 19 — 21 tháng 4 — Quân Ba Lan đánh chiếm Vilnius.
- 15 tháng 5 — Binh sĩ Hồng quân tấn công dân Do Thái ở khu bến cảng tại Odessa, Ucraina khiến 44 người chết.[7]
- 8 tháng 8 — Quân Ba Lan chiếm Minsk.
- 29 tháng 8 — Quân Ba Lan chiếm Bobruysk.

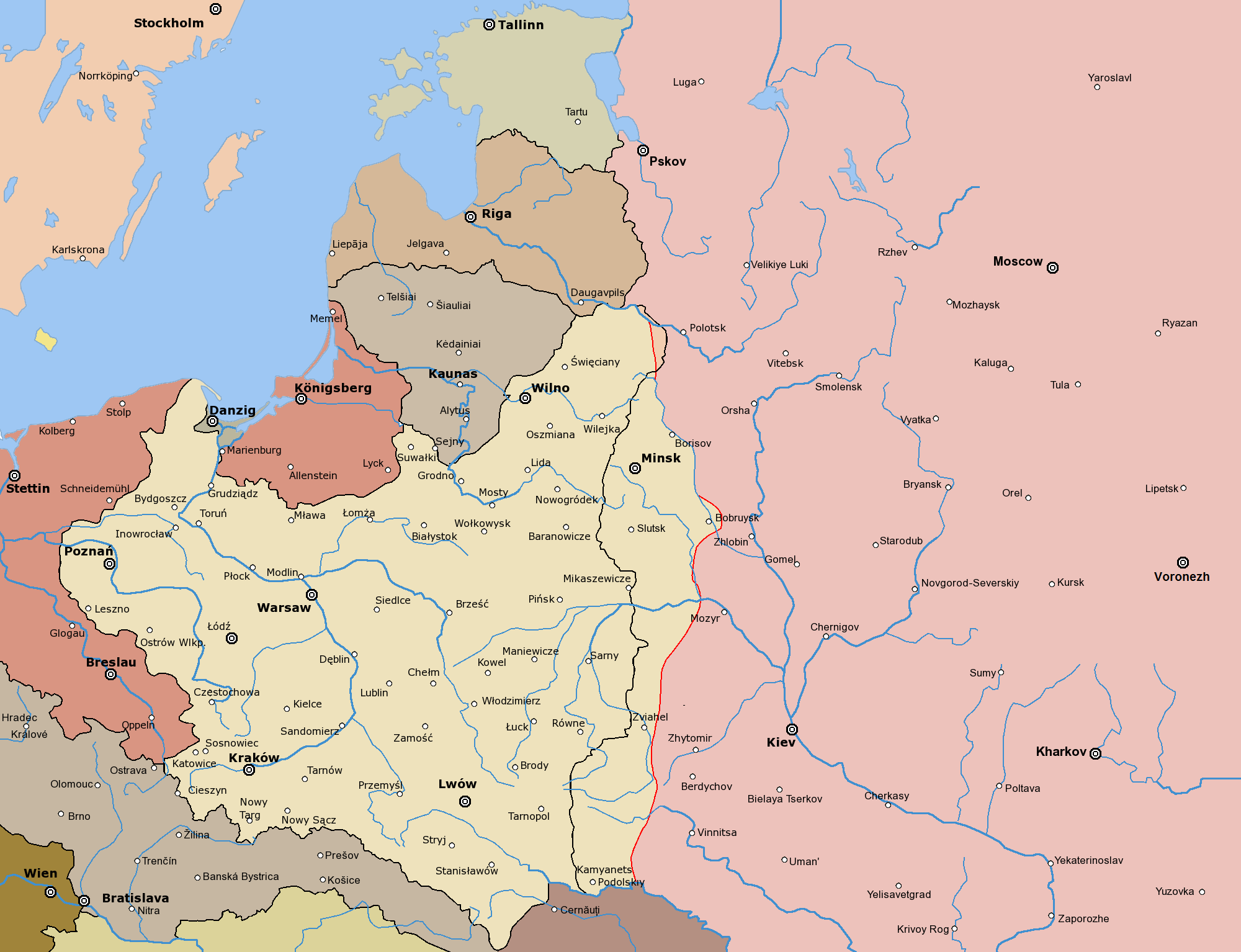
Mặt trận vào tháng 12 năm 1919

- Mùa xuân năm 1920 — Anh, Pháp, Hoa Kỳ cung cấp cho Ba Lan 1.494 pháo và súng cối, 2.800 súng tự động, gần 700 máy bay, 10 triệu viên đạn. Pháp viện trợ cho Ba Lan 750 triệu franc.
- 25 tháng 4, 1920 — thành lập liên minh với Symon Petliura, quân Ba Lan cùng với quân Petliura tấn công Nga, chuẩn bị chiếm Ukraina và Litva, trên mặt trận rộng từ sông Pripyat đến sông Dnestr.
- 7 tháng 5 — binh sĩ Ba Lan và Ukraina của Petlyura chiếm Kiev.

### Quân Nga phản công

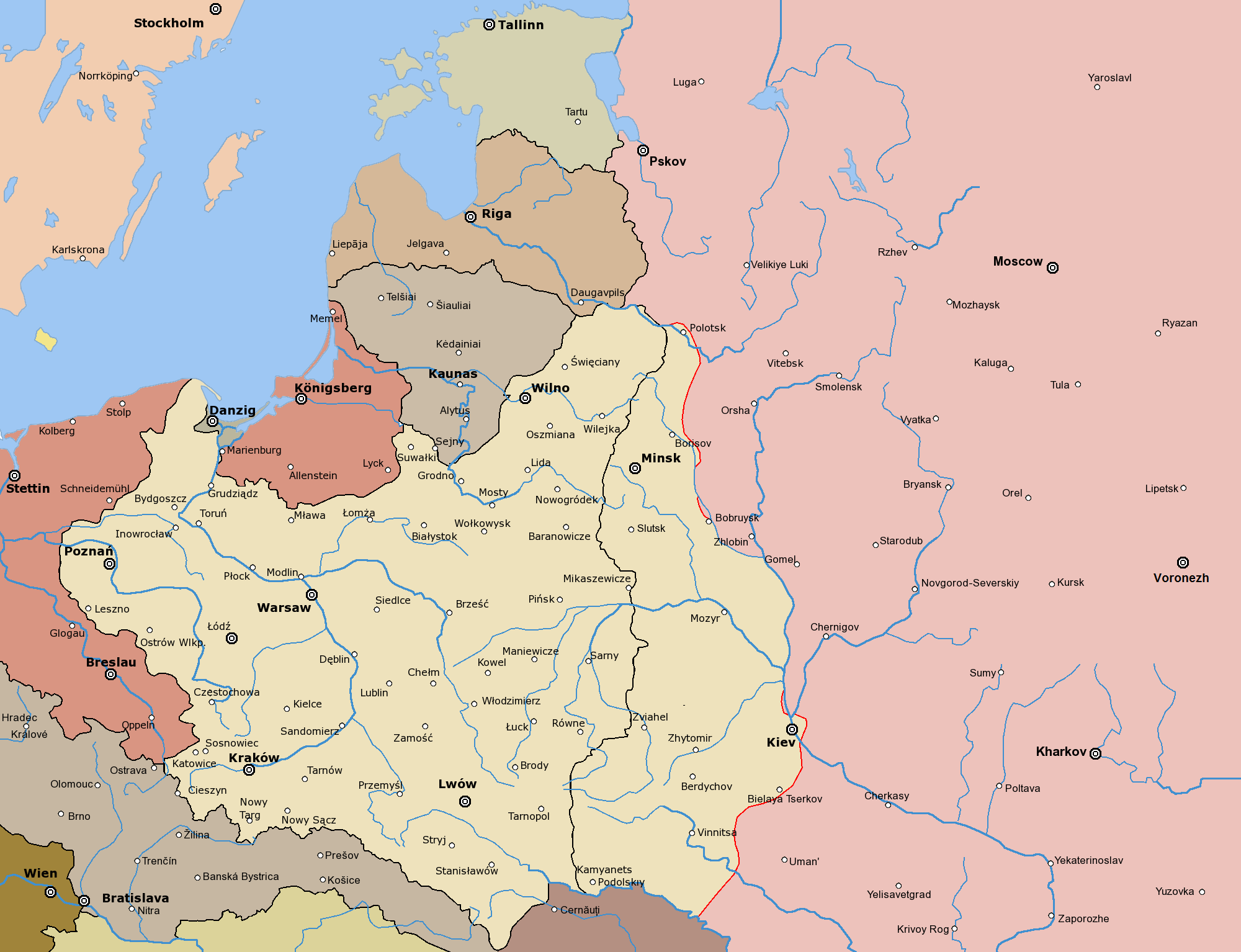
Mặt trận vào tháng 6 năm 1920

- 5 tháng 6 năm 1920 — Quân Nga bắt đầu phản công ở Ukraina (mặt trận Tây-Nam dưới sự chỉ huy của Aleksandr Yegorov). Tập đoàn quân kỵ binh số 1 của tướng Semyon Budyonny chọc thủng phòng tuyến Zhitomir, quân Ba Lan vỡ trận, rút lui về cố thủ tại Lwów.
- 6 tháng 6 — Binh sĩ Xô Viết tái chiếm Zhitomir và Berdichev.
- 12 tháng 6 — Binh sĩ Xô Viết tái chiếm Kiev.
- 4 tháng 7 — bắt đầu cuộc tấn công của binh lính Xô Viết lên mặt trận phía Tây; binh sĩ Xô Viết tái chiếm Rovno.
- 11 tháng 7 — Binh sĩ Xô Viết tái chiếm Minsk.
- 20 tháng 7 — Binh sĩ Xô Viết tái chiếm Vilnius.
- 28 tháng 7, hội nghị các đại sứ khối Аntаnta trao cho Ba Lan các vùng phía Đông của Теshen, bao gồm thành phố Теshen. Thượng viện Ba Lan không thỏa mãn với phần này của khu vực nên không chấp nhận.
- 30 tháng 7, ở Belostok, Ủy ban Cách mạng Lâm thời Ba Lan được thành lập, tuyên bố rằng, Hồng Quân tiến đến biên giới Ba Lan không vì lợi ích của mình, mà để bảo vệ đất nước và sẵn sàng giúp đỡ nhân dân Ba Lan trong cuộc đấu tranh giải phóng của chủ nghĩa xã hội.

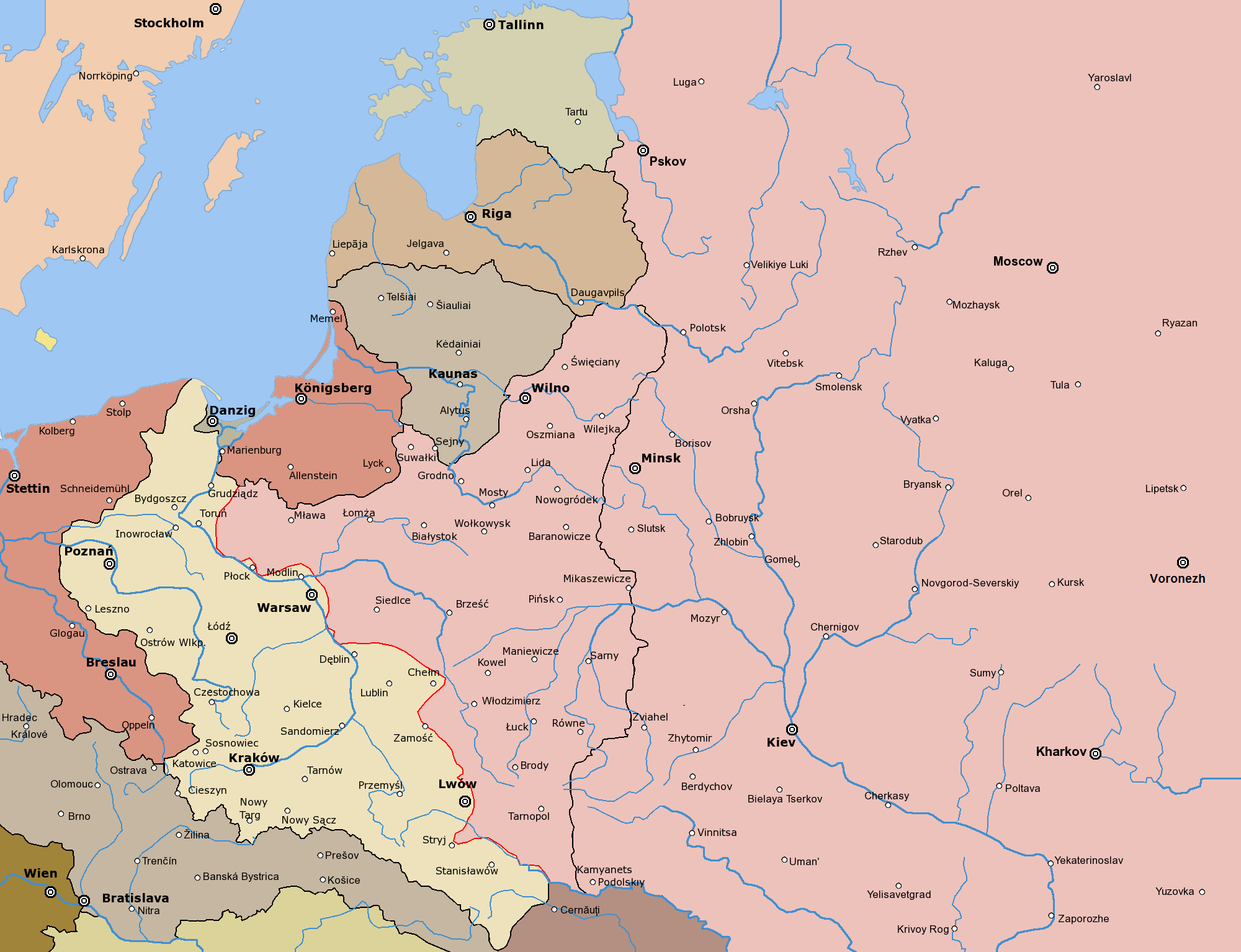
Mặt trận vào tháng 8 năm 1920

- 25 tháng 7 — 20 tháng 8 — chiến dịch phản công Lwów của quân Xô Viết ở mặt trận Tây-Nam, kế quả là tái chiếm các phần: 13 tháng 8 - Brodi, 15 tháng 8 - Buek, nhưng không làm chủ được Lwów.
- 2 tháng 8 — binh sĩ Xô Viết làm chủ mặt trận phía Tây Brest.
- 13 tháng 8 — Hồng quân của Mikhail Tukhachevsky tấn công Warszawa, chiếm Radzimin, cách thủ đô Ba Lan 23 km; mũi tiến công xa nhất của Hồng quân cách Warszawa chỉ 8 km.

### Ba Lan phản công, đánh chiếm miền Tây Ucraina, tây Belarus và Litva

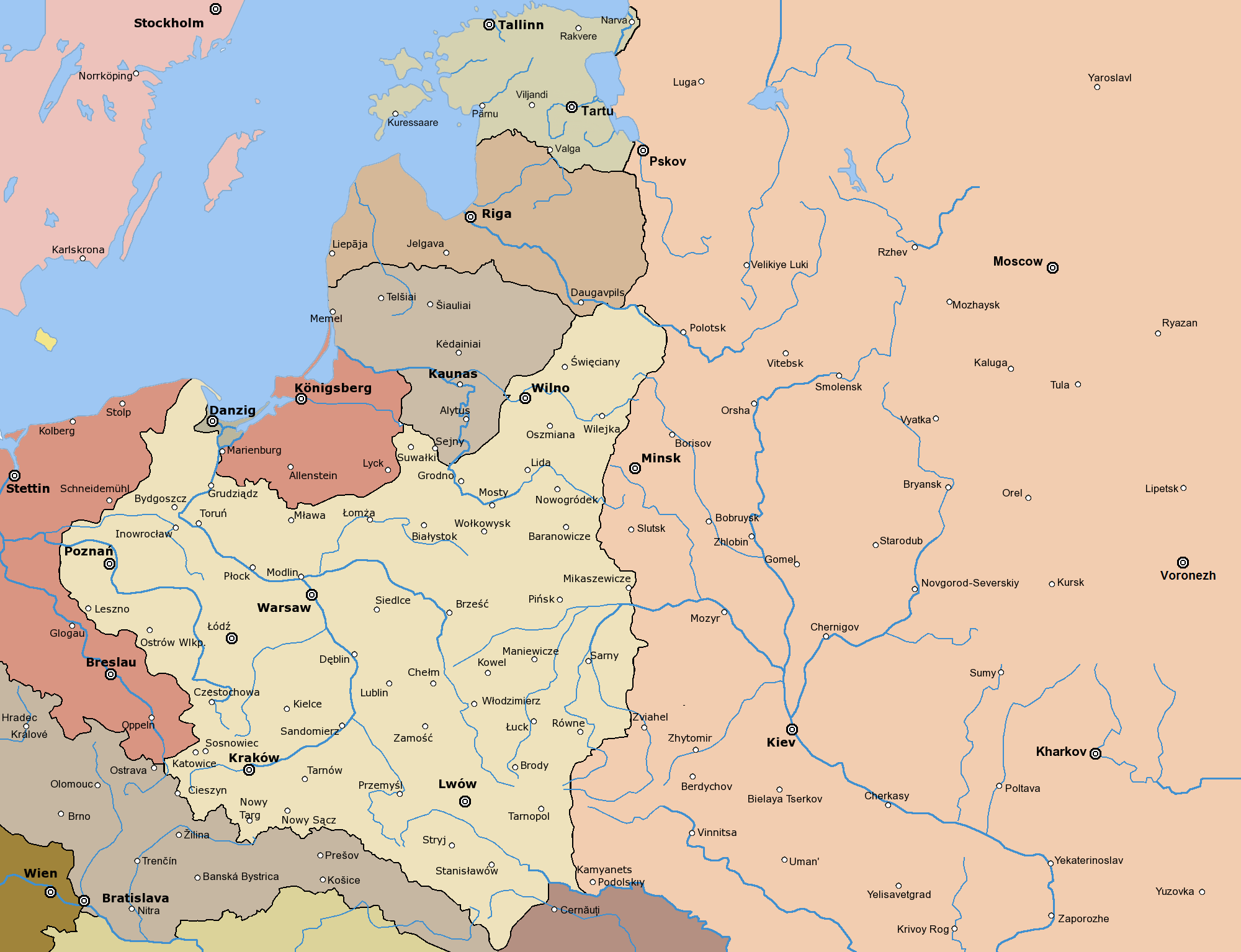
Biên giới Ba Lan theo kết quả chiến tranh

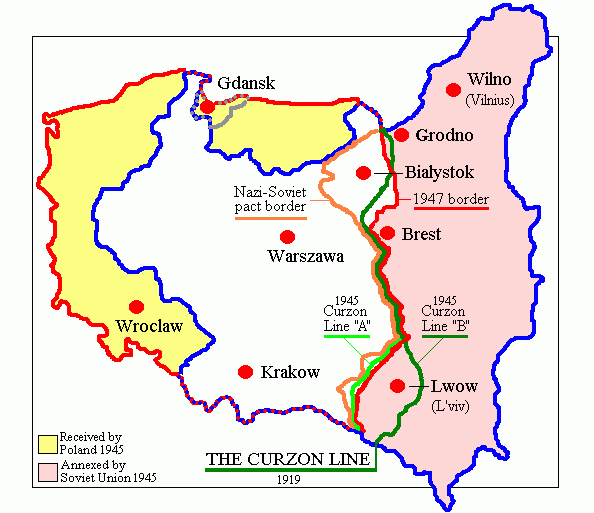
Các lãnh thổ mà Ba Lan chiếm của Nga năm 1921 được tô màu hồng. Đường màu xanh lá là đường Curzon, đường biên giới trước đó giữa Nga và Ba Lan

- 14 tháng 8 — Ba Lan bắt đầu phản công từ Warszawa. Đó là Trận chiến Warszawa (hay Phép màu trên Wisla) kết thúc 25 tháng 8.
- 17 tháng 8, ở Minsk bắt đầu các cuộc đàm phán giữa Ba Lan và Nga Xô Viết.
- 25 tháng 8 — 26 tháng 8 — Một phần của tập đoàn quân 4, lữ đoàn 3 kỵ binh, sư đoàn 2 của tập đoàn quân 15 Xô Viết vượt biên giới Đông Phổ bị quân Đức đánh bại.
- 31 tháng 8 — vòng vây Lwów được giải tỏa.
- 31 tháng 8 — trận Kоmаrów, trận kỵ binh lớn nhất từ 1813. Tập đoàn quân 1 kỵ binh dưới quyền Budyonny bị thua.
- 5 tháng 9, theo hòa ước Ba Lan-Litva, Vilnius nhập vào Litva.
- 7 tháng 9, Ba Lan xóa bỏ hòa ước mới ký 2 ngày trước đó, tái chiếm Vilnius và thành lập ở đó chính phủ trung ương Litva.
- 15 tháng 10—25 tháng 10 — trận Neman. Quân rút lui của Tukhachevsky thử củng cố vị trí ở Polesie, vùng Grodno, nhưng bị quân Ba Lan dưới quyền Józef Piłsudski tấn công từ cánh, phải rút lui. Gần 40.000 quân bị bắt làm tù binh.
- Nửa đầu tháng 10 — quân Ba Lan tiến đến đường Ternopol—Dubno—Minsk.
- 9 tháng 10, tướng Ba Lan Zheligovsky chiếm thành phố Vilnius. Litva cắt đứt quan hệ ngoại giao với Ba Lan và công bố tình trạng chiến tranh. Chính phủ Xô Viết chống lại việc Ba Lan chiếm Vilnius.
- 12 tháng 10 — ký kết hòa ước Riga.
- 18 tháng 3 năm 1921 — kết thúc Thỏa thuận Riga 1921. Ba Lan chiếm được vùng Tây Belarus và Tây Ukraina, cũng như thủ đô Vilnius của Litva.
- Trong số 200 ngàn binh sĩ Hồng quân, gần 70 ngàn bị Ba Lan bắt làm tù binh đã chết vì đói khát, bệnh tật, tra tấn, sỉ nhục và hình phạt.
- 20 tháng 3, diễn ra trưng cầu dân ý về vấn đề Silezy thuộc Đức hay Ba Lan.
- 20 tháng 10, phần Đông-Nam Thượng Silezy được trаo cho Ba Lan. Việc tái vũ trang của người Ba Lan ở Silezy vào tháng 5 kết thúc. Hạ Silezy ở lại nước Đức.
- 15 tháng 3 năm 1923 - hội nghị các đại sứ Anh, Pháp, Nhật và Ý thiết lập biên giới Ba Lan-Litva, trao tỉnh Vilen cho Ba Lan.

## Kết quả chiến tranh

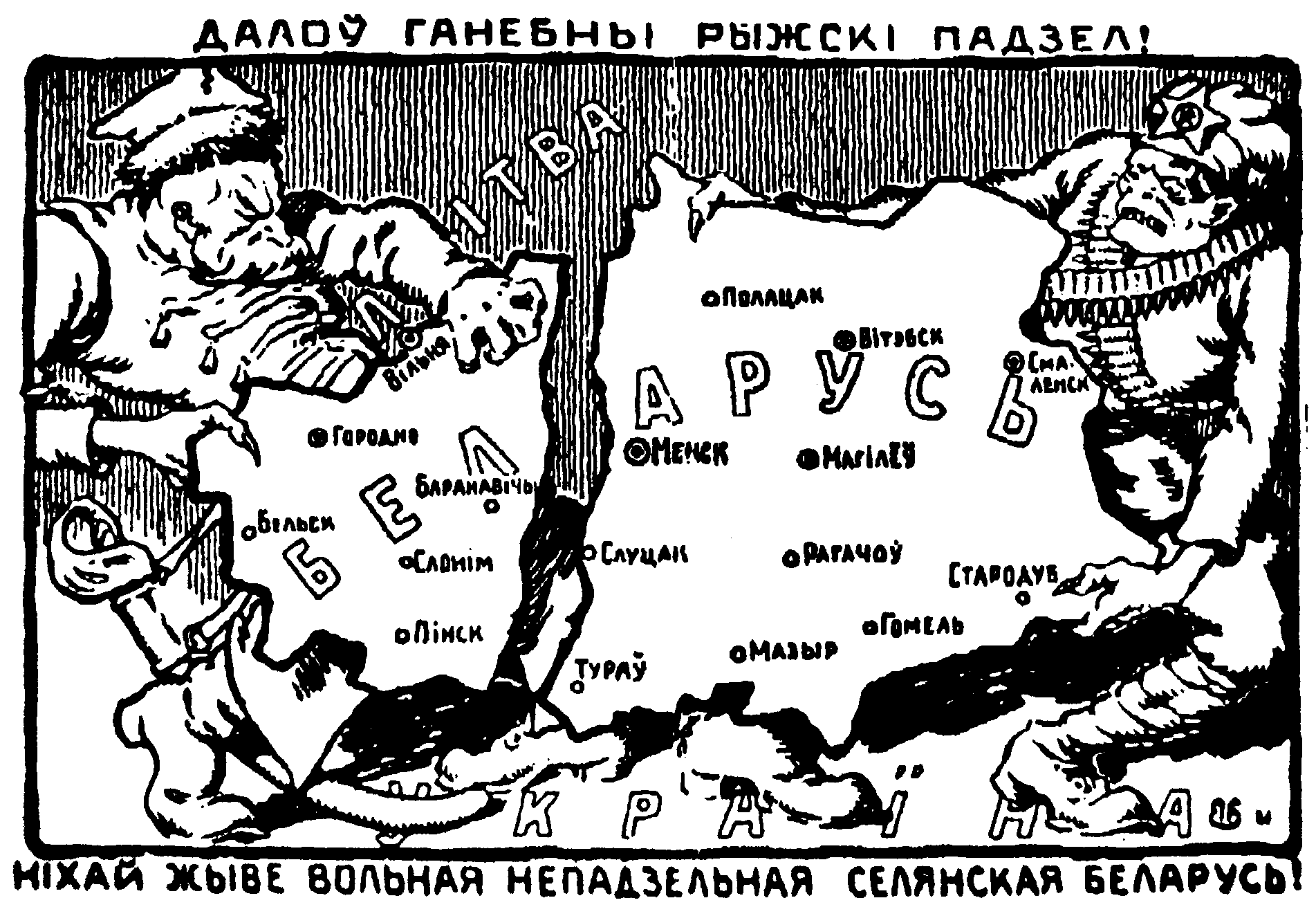
Tranh biếm họa mô tả việc Ba Lan chiếm miền Tây Belarus, xé đôi vùng đất này khỏi Nga

Kết quả chính của cuộc chiến là khu vực Tây Ukraina và Tây Belarus của nước Nga Xô viết bị Ba Lan chiếm. Tại Hiệp ước Riga tháng 3 năm 1921, nước Nga Xô viết đã phải chấp nhận mất một vùng đất khá lớn ở phía đông của Đường Curzon (biên giới giữa hai nước trước chiến tranh). Ba Lan đã chiếm được một phần lớn, bao gồm thành phố Vilnius, Đông Galicia (1919) bao gồm thành phố Lwów, cũng như hầu hết khu vực Volhynia (1921) và lập thành các tỉnh (voivodeship) Wilno, Nowogródek, Polesie, Lwów, Wołyń, Stanisławów, Tarnopol của Ba Lan. Tổng cộng, Ba Lan đã chiếm được gần 135.000 km2 (52.000 dặm vuông) đất, lấn sâu khoảng 250 km về phía đông của dòng Curzon.
Đây trở thành nguyên nhân cho sự thù địch giữa hai nước trong suốt 20 năm. Đến năm 1939, lãnh thổ này được Liên Xô thu hồi trong cuộc tấn công Ba Lan, và được tái sáp nhập vào lãnh thổ Ukraina và Belarus. Biên giới hiện đại được quốc tế công nhận giữa Liên Xô (nay là Belarus, Ucraina) với Ba Lan trở về cơ bản giống như Đường Curzon, tức là biên giới giữa 2 nước vào đầu năm 1919.